# Montemesola
Montemesola è un comune italiano di 3 461 abitanti della provincia di Taranto in Puglia.  

## Geografia fisica

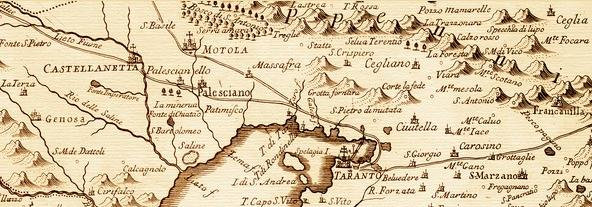
Montemesola nella Murgia meridionale

Il Comune di Montemesola è situato su una collina appartenente alla Murgia tarantina, a 183 metri sul livello del mare. Confina a sud con il comune di Taranto, ad ovest con i comuni di Crispiano e di Statte e ad est con il comune di Grottaglie.
Dal colle di Montemesola è possibile ammirare il Golfo di Taranto, la vallata da Grottaglie a San Giorgio Ionico e l'estesa pianura fino a Pulsano, Leporano, Taranto, Villa Castelli.
Montemesola sorge a pochi metri dalla famosa gravina, una depressione nel calcare tufaceo che porta sino a Taranto.
contiene nel proprio seno elementi riconducibili alla casistica generale dei centri storici di altri paesi. Strutturalmente ed urbanisticamente si discosta dai centri storici delle altre cittadine perché sembra esser stato preventivamente disegnato sulla carta, in quanto obbedisce a logiche urbanistiche progettuali moderne nella loro impostazione geometrica.

## Origine del nome

Lo stemma di Montemesola nella recente interpretazione con il Tricolore della Repubblica Italiana ed i riferimenti all'Unione europea

Si ritiene che il nome Montemesola tragga origine dalla stessa posizione topografica. Il paese infatti, si distende "poggiato" sul piano della collina in forma più o meno ellittica, che a confronto con i retrostanti monti viene a configurarsi come una mensola. Quindi mensulae dal latino Montis-mensulae significherebbe "Mensola del Monte".
Secondo altri il nome deriva dal termine dialettale pugliese mesula, che significa "mucchio di sassi”.
Col tempo poi, a causa della progressiva differenziazione dei volgari italiani, come è successo per tanti vocaboli di derivazione latina, il nome si è trasformato in Montemesola.

## Stemma
Lo stemma riporta la sagoma dei colli su cui si adagia il Comune di Montemesola.

## Storia
Nel comune di Montemesola sono identificabili insediamenti rupestri risalenti al periodo neolitico.
Secondo alcuni storici, il territorio apparteneva già nei primi decenni del XIII secolo alla ricca famiglia Delli Ponti. Questo riferimento storiografico, purtroppo, non e verificabile sulla scorta della documentazione disponibile. Invece documentata è la fondazione del casale risalente al 1320, quando la Regia Corte concesse a Berengario De Mandorino "di rehabitare quondam locum in civitate Tarenti qui dicitur Montismesuli exhabitatum".
Nel 1320, l'arcivescovo di Taranto, Gregorio da Capua (1301 - 1334), per una più sicura difesa dalle scorrerie turchesche, ottenne da Roberto d'Angiò, 1º Duca di Calabria (1296-1309) il permesso per gli abitanti del Casale di Riscio e dell’antica Salete (Salenzia, città messapica), situati nel territorio di Grottaglie, di andare ad abitare Grottaglie e unirsi alla popolazione già presente che non voleva convivere con della "gente nomade".

### Montemesola sotto i feudatari de Mandorino
Nell'anno 1360 l'arcivescovo di Taranto, Giacomo I de Atri (1349 - 1381) fu accusato da Berengario de Mandorino, barone di Montemesola, di aver devastato e spopolato il suo feudo, incendiato case e coltivazioni, e trafugato grano, vino e bestiame.
La “gente nomade” del casale di Riscio e di Salete, non accettata dai grottagliesi,  per mezzo di Berengario De Mandorino, ottenne un decreto per riabitare il casale di Montemesola che da qualche tempo era disabitato. Il casale venne abbandonato e riabitato più volte; diverse sono le cause, una tra le altre era l’alta mortalità dei cittadini per la malaria allora esistente sul territorio.
A Berengario, successe il figlio Roberto che, con atto del 7 dicembre 1416, per 25 once cedette metà del feudo allo zio paterno Giorgio, il quale, a sua volta, vendette la sua parte del casale "situatus in territorio Civitatis Tarenti" a Giovanni de Noha (anche: De Nohra, De Noya, Della Noya, De Noja, Di Noia, Della Noia) di Taranto.

### Montemesola sotto i feudatari De Noha
Il barone Giovanni De Noha, "a tacitazione di una lite sorta per trenta oncie, ne ottiene la prima metà da Gabriella de Mandorino e ne perfeziona l’acquisto con atto del 5 settembre dello stesso anno" (1464) divenne l'unico possessore dell'intero feudo. Quindi si preoccupò di apportare migliorie secondo la reale concessione affinché il casale potesse essere ripopolato e produrre anche maggiori entrate. Malgrado tutto, nel 1477 il casale non era ancora abitato.
Giovanni de Noha, nel 1471, fece costruire la parte del palazzo feudale rivolto verso la Piazza IV Novembre; intanto, per bonificare il feudo, impiegò la dote della moglie Luisa Muscettola. Grazie a queste bonifiche, è attestato, l'arrivo, oltre a nuovi cittadini da Martina, Taranto e Massafra, anche di ebrei.
Alla morte di Giovanni de Noha, avvenuta nel 1483, la moglie Luisa Muscettola continuò a gestire da sola il feudo. Il 10 marzo del 1494, Alfonso II, re di Napoli, assentì alla donazione del casale di Montemesola, che Luisa Muscettola fece a suo figlio Giovanni Andrea de Noha. Nel 1511 il feudo fu diviso fra Caterinella de Noha, erede del fratello Giovanni Andrea e ad Antonia de Noha.
Il 7 luglio del 1545, Caterina de Noha, con regio assenso, vendette la sua parte di feudo a Paolo Carducci. L'altra metà, pervenuta in eredità ad Antonia de Noha, venne da questa venduta allo suocero Giovanni Tommaso Galeota nel 1618.

### Montemesola sotto i feudatari Carducci
Il 20 luglio del 1560, Ludovico Carducci († 1596), con regio assenso di re Carlo V, acquistò da suo padre Paolo la Baronia di Montemesola, già acquistata da Caterina de Noha il 7 luglio del 1545. Dopo la morte di Ludovico gli succedette suo figlio Ottavio (+ 1612) al quale succedeva il figlio Donato Maria (+ 1621) nel 1612. Dopo la morte di quest'ultimo la baronia andò al figlio Fabio nel 1621. A Fabio, morto senza eredi nel 1624, succedette il fratello Francesco che ebbe tre figli in seconde nozze con Antonia Galeota: Ottavio Giacinto, Paolo (ecclesiastico) e Teresa Carducci († di parto, 1705) che, il 3 luglio del 1689 sposò il poeta tarantino Tommaso Niccolò d'Aquino. Ottavio Giacinto sposò Barbara Antoglietta dei marchesi di Fragagnano. Dal matrimonio nacque Marzia Antonia, l'ultima dei Signori della metà del feudo di Montemesola. Marzia Antonia, nel 1700 sposò Andrea Saraceno.

### Montemesola sotto i feudatari Saraceno

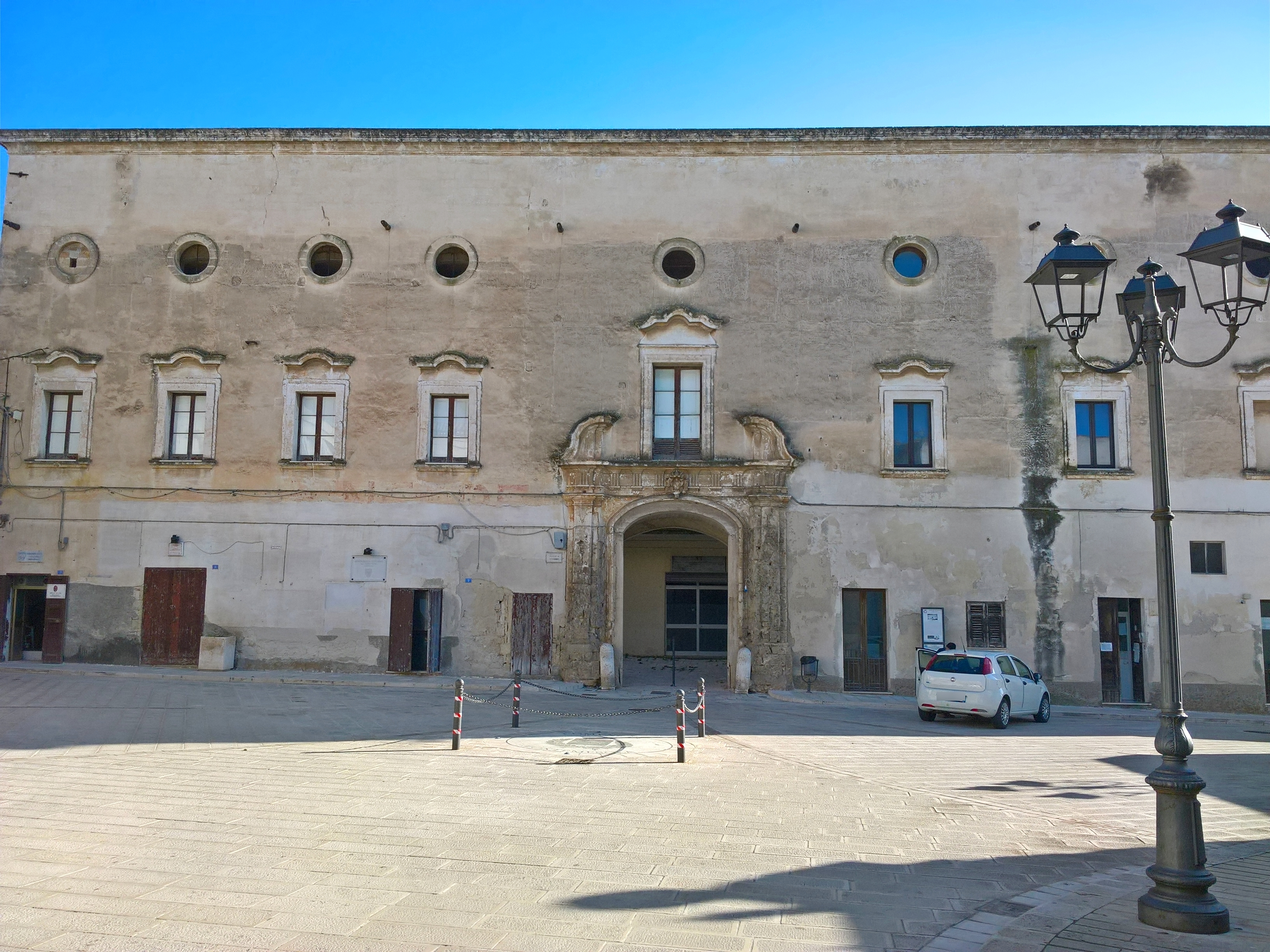
Palazzo Marchesale

Andrea Saraceno, con l'acquisto dell'altra metà del casale da Alessandro Galeota, figlio del suddetto Giovanni Tommaso, riunificò nella sua persona la titolarità dell'intero feudo.
Con privilegio sovrano del 5 novembre 1755 fu concesso ad Andrea Saraceno il titolo di marchese per il feudo di Montemesola.
Nel 1794 il Andrea Saraceno restaurò e ingrandì dalla parte orientale il palazzo residenziale (Palazzo Marchesale) costruito dal barone Giovanni de Noha nel 1471. Inoltre, fece demolire le abitazioni più fatiscenti creando le attuali vie cittadine e piazze.
Con la legge del 2 agosto 1806 relativa all'eversione della feudalità, terminò la lunga e tormentata vicenda feudale dell'antico casale di Montemesola.
Il marchese Andrea Saraceno, spogliato degli antichi privilegi, con testamento del 9 luglio 1810, lasciò al figlio Francesco tutte le proprietà ex feudali.
Nell'anno 1820, a seguito, infine del matrimonio tra Vittoria, figlia del marchese Francesco Cataldo Saraceno, e Nicola Chyurlia, marchese di Lizzano, tutte le proprietà ex feudali della famiglia Saraceno passarono tra i possedimenti della famiglia Chiurlia.

### Gli albanesi di Montemesola
A Montemesola, all'inizio del XVI secolo, si stanziò una colonia albanese che voleva erigere la chiesa là dove era stata rinvenuta un'icona della Vergine Maria, che aveva salvato gli abitanti da una eccezionale carestia. Doveva essere costruita secondo la tradizione greca ("more graeco") seguendo i punti cardinali est-ovest con l'altare ad est e l'ingresso ad ovest. Nella tradizione bizantina, l'abside è sempre ad est, dove sorge il sole, a simboleggiare il regno della luce, che rappresenta il Signore Dio.
Questo antico edificio di culto, intitolato allo Spirito Santo, fu visitato il 6 maggio del 1578 dall'arcivescovo di Taranto, Lelio Brancaccio. Trovò all'interno della chiesa 
l'iconostasi con tre porte, secondo la tradizione bizantina, e la popolazione mista di "Latinos et Albanenses".
La chiesa era dotata di arredi sufficienti, ricca di numerose immagini di santi orientali e di affreschi lungo tutte le pareti perimetrali, in parte scomparsi per l'umidità e, in particolare, nella parte centrale "cum imagine in pariete depicta de Sancta Maria''.
Il verbale della visita pastorale dell'arcivescovo Brancaccio riporta la dichiarazione di Ludovico Carducci, barone dell'epoca, il quale, per l’amministrazione dei sacramenti aveva chiamato un parroco latino, Don Nicola Pellegrino Caponi, da Bari. In tal modo il rito bizantino venne a cessare, mancando chi amministrasse agli ultimi seguaci di quel rito i sacramenti. È probabile perciò che al principio del secolo XVII, gli albanesi fossero già tutti passati al rito latino. Il parroco, esaminato dall'arcivescovo, venne trovato non idoneo ("fuit repertus, ineptus") non avendo alcuna cognizione della lingua latina.

### Montemesola dopo l'abolizione della feudalità
Nell'Ottocento, con l'abolizione della feudalità, ebbe un notevole sviluppo agricolo e artigianale.
Nel corso del Novecento, si arricchì di piccole fabbriche, specializzate soprattutto nella fabbricazione di laterizi, e trasse benefici notevoli dalla produzione di olio, uva da tavola e vini pregiati.
Negli anni sessanta, il suo sviluppo e la struttura sociale subirono la grande trasformazione determinata dalla nascita della grande industria siderurgica di Taranto, e dall'espansione urbana del capoluogo di provincia.
Nell'ultimo decennio del Novecento ha dovuto fronteggiare gli effetti della crisi dell'imponente sistema industriale del capoluogo, facendo sempre più ricorso alle capacità imprenditoriali locali nel settore manifatturiero e in quello agricolo.

## Monumenti e luoghi d'interesse

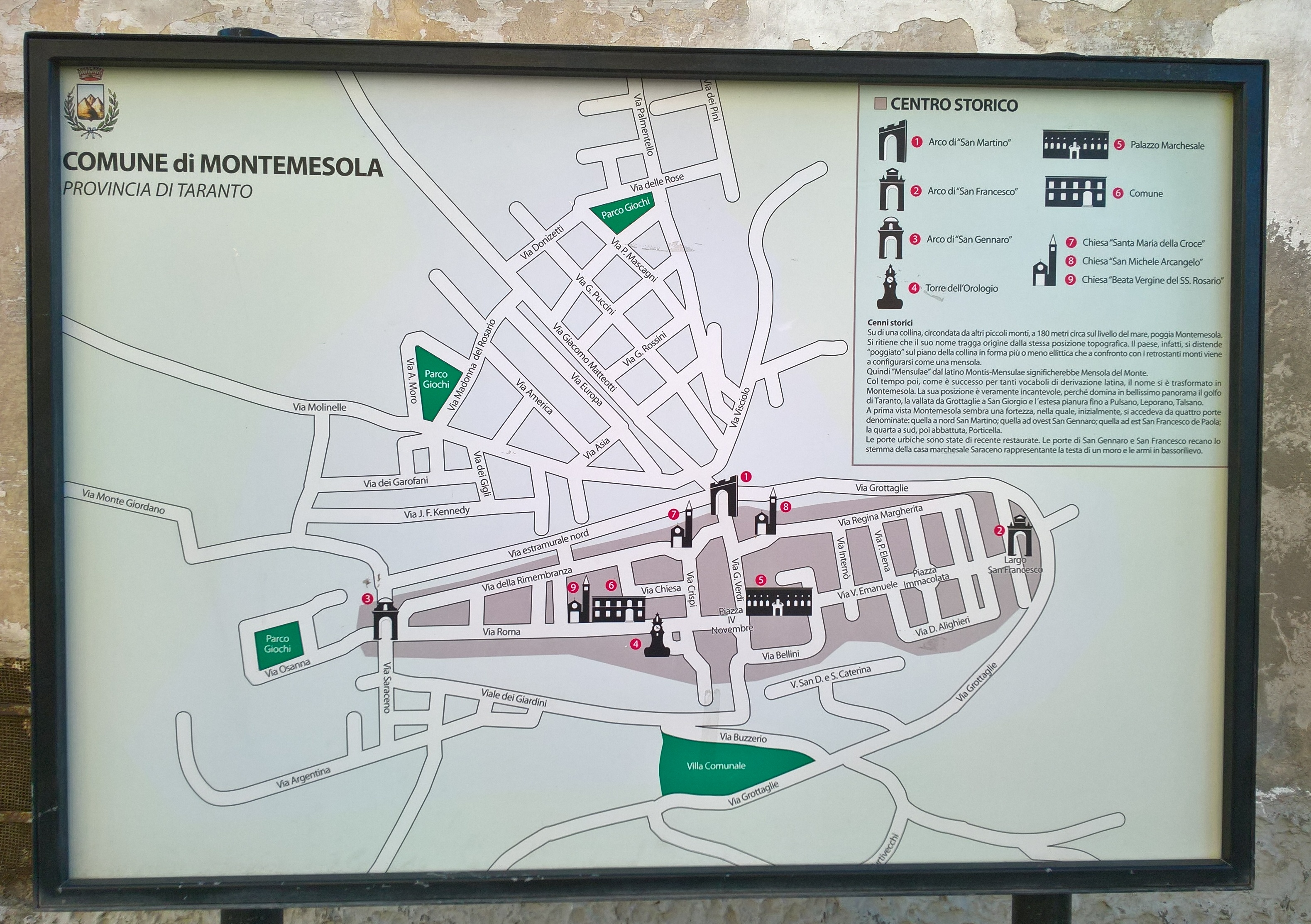
Centro storico

Esternamente alla borgata principale, immerse in un paesaggio collinare fatto di vegetazione spontanea e di ulivi, viti ed alberi, sono presenti una serie di masserie risalenti al 1500, che rivalutano giorno dopo giorno le tradizioni agricole e culinarie dell'entroterra tarantino.
Nel centro storico di Montemesola si trovano ancora, in minima parte, antiche abitazioni, che si sviluppano a piano terra, con sottostante scantinato che era destinato a ricovero di bestiame. Oggi questi ricoveri fungono da cantine in cui vengono conservati olio, vino ecc.

### Architetture religiose

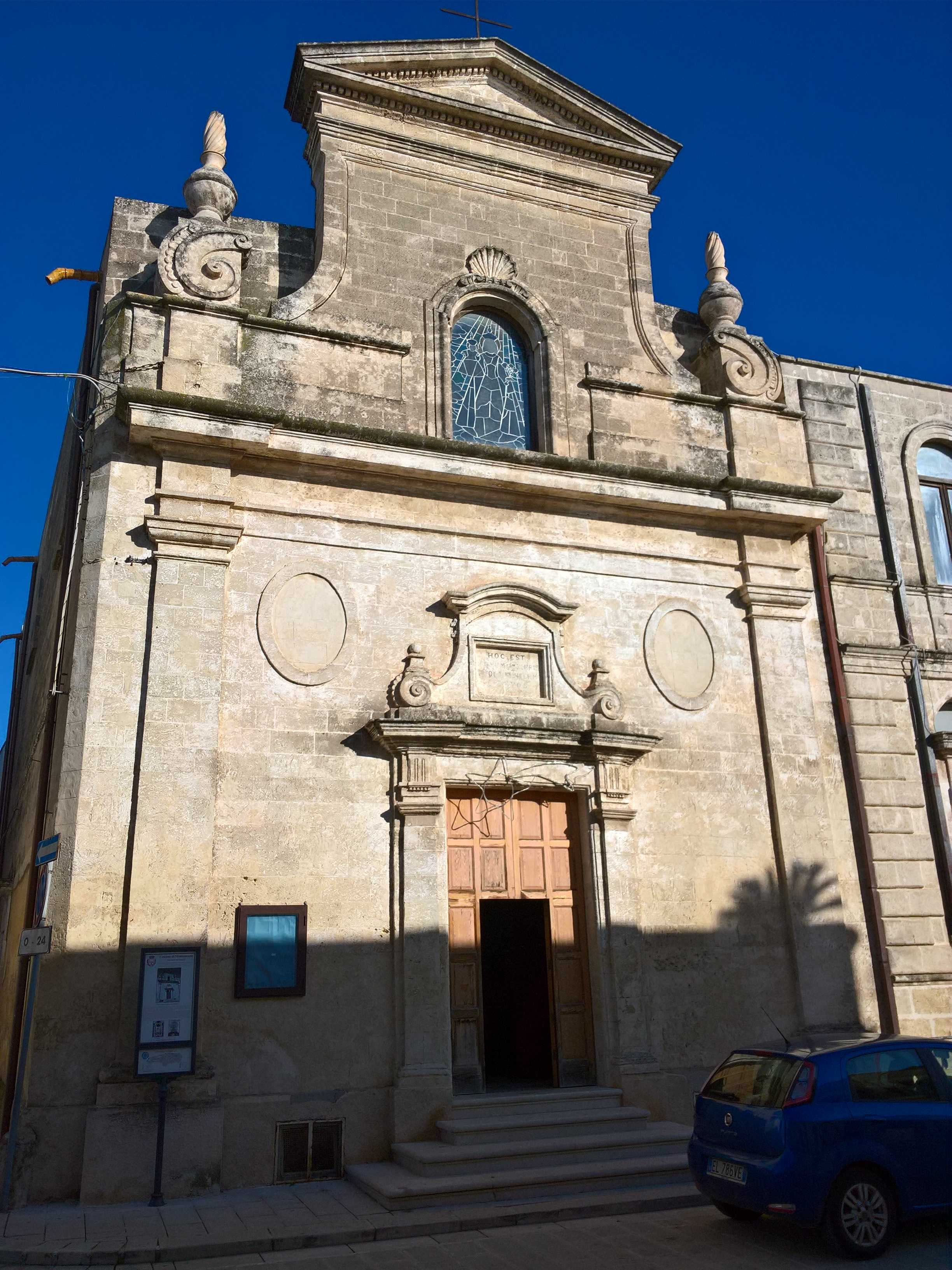
Chiesa della Vergine SS. del Rosario

- Chiesa di San Michele Arcangelo in via R. Margherita, 19
- Chiesa della Vergine del SS. Rosario in via Roma
- Chiesa di Santa Maria della Croce in via Delle Rimembranze, 1

### Architetture civili
- Il Palazzo Marchesale in via Roma, 14 costituisce il nodo principale dal quale dipartono le vie principali: Viale delle Rimembranze e via Roma da un lato, chiuse dal portone di San Gennaro; via Regina Margherita e via Vittorio Emanuele dall'altro lato, chiuse dal portone di San Francesco di Paola.
- Porte Urbiche (San Martino a nord, San Gennaro a ovest; San Francesco de Paola a est)[23]
- Torre dell'Orologio in Via Roma, 66
- Palazzo comunale in Via Roma 21, anticamente la sede del convento dei Sacramentini; in seguito ha ospitato la scuola elementare e, solo dopo la sistemazione di quest'ultima nell'attuale edificio "E. De Amicis", è diventata sede del Comune.[23]

## Società

### Evoluzione demografica
Abitanti censiti

## Cultura

### Istruzione

#### Musei
Degna di segnalazione è la Collezione Spada Antichi Strumenti Musicali che riunisce strumenti musicali di varia provenienza e tipologia (ad arco, fiati, legni). La collezione, seppur privata, è visitabile previa prenotazione.

### Cucina
Piatto tipico del paese sono le fave battute con i pezzetti di pane, accompagnate da verdure ed ortaggi crudi o cucinati nei modi più vari: peperoni, melanzane, carciofi e cicorie. La perfezione di questo piatto viene raggiunta con un filo di Olio Terre Tarentine DOP o di Olio Terra d'Otranto DOP.
Sono ovviamente altrettanto tipici i piatti della tradizione gastronomica tarantina, con un posto d'onore per i latticini (mozzarelle e provole) tipiche delle masserie della zona e per la frutta (uva, fichi, fichi d'India).
Dolci tipici sono quelli natalizi con pasta di mandorle, le più tipiche Carteddàte, Sannacchiùtele e Pettole, quelli di pasqua, come le Scarcedde ed i Taralli allo scileppo, nonché le zeppole per la festività di San Giuseppe.
I vini sono i tipici DOC della zona: Primitivo, Lizzano, Martina Franca, Aleatico.

### Eventi
Nella prima settimana d'agosto si svolge la Sagra delle fave e cicoria, che risulta essere un'occasione imperdibile per assaporare il tipico piatto del tarantino, costituito da fave secche ridotte a purea con verdure tipiche della zona come la cicoria.
Altre manifestazioni sono la Sagra della pasta e baccalà (I decade di dicembre) e la Sagra delle pettole (II decade di dicembre), dove è possibile assaporare due piatti tipici del periodo natalizio.
Le due Confraternite religiose della Madonna del Rosario e di San Michele Arcangelo, organizzano rispettivamente la festa patronale in onore della Madonna del Rosario (6 e 7 ottobre) e la festa dei Santissimi Medici Cosma e Damiano e di San Michele Arcangelo (28 e 29 settembre).
Altra manifestazione molto sentita dal punto di vista religioso è la Processione dei Misteri, effettuata nella notte del Venerdì Santo.

#### Festival dei Baffi
A Montemesola si svolge il tradizionale Gran Festival dei Baffi, dove sfilano sul palco personaggi baffuti che si sfidano a colpi di virtuosismi nell'acconciatura dei loro baffi e delle loro barbe.
La manifestazione ha origine nel 1965 dall'idea del dottor Mario Carbonaro, veterinario del comune di Montemesola, che il 12 maggio di quell'anno andò a trascorrere le sue ferie a Postiglione, provincia di Salerno, facendosi crescere i baffi. Mostrandoli al rientro ai suoi compaesani, a chi gli diceva che non stava bene, rispondeva che il giudizio doveva essere unicamente delle donne. Di qui l'idea di organizzare una sfilata di baffuti giudicati da una giuria di sole donne. Il conduttore che tenne a battesimo la manifestazione fu Pippo Baudo insieme a Giacomo Patti.

## Infrastrutture e trasporti

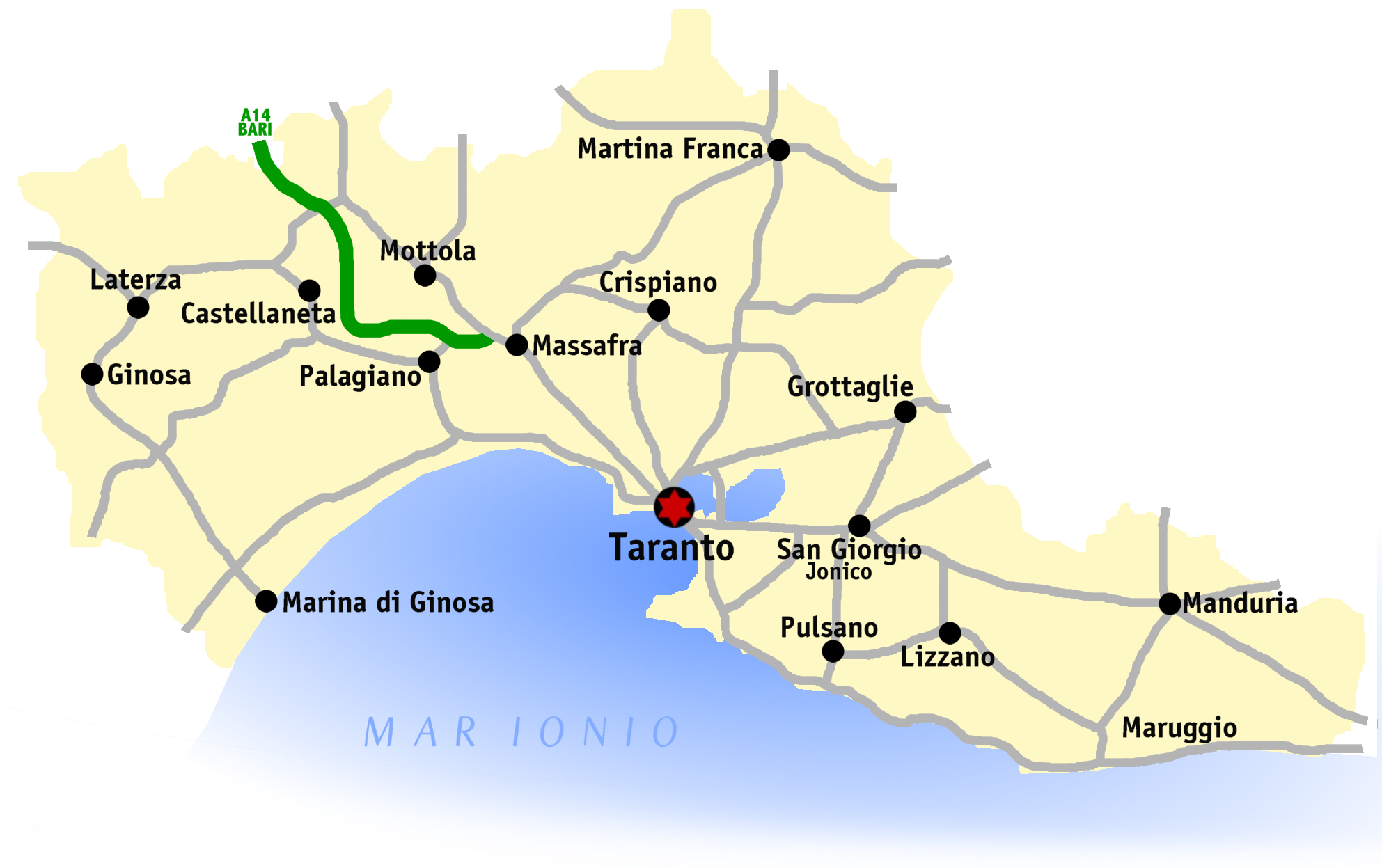
Collegamenti della Provincia di Taranto

### Strade
I collegamenti stradali principali sono rappresentati da (vedi):
- Autostrada A14 Bologna-Taranto (barriera di Massafra) da e per l'Italia settentrionale
- S.S. 7 ter
- S.S. 7 Appia da e per Brindisi

## Amministrazione

Il gonfalone comunale

Montemesola,  tra il XV ed il XVI secolo, sotto il profilo giurisdizionale, continuò a dipendere dalla università (comune) di Taranto, come si legge in un documento della seconda metà del XV secolo. Perciò era soggetto a pagare all’università di Taranto 12 salme di paglia "per servitio Cesareo" (per servigi all'imperatore).
Di seguito è presentata una, tabella relativa alle amministrazioni che si sono succedute in questo comune.
| Periodo           | Periodo           | Primo cittadino           | Partito              | Carica  | Note   |
| ----------------- | ----------------- | ------------------------- | -------------------- | ------- | ------ |
| 18 giugno 1985    | 20 maggio 1990    | Nicola Franco             | Democrazia Cristiana | Sindaco | [ 29 ] |
| 20 maggio 1990    | 24 aprile 1995    | Francesco Marangi         | Democrazia Cristiana | Sindaco | [ 29 ] |
| 24 aprile 1995    | 17 luglio 1995    | Cosimo Giuseppe Sgobio    | sinistra             | Sindaco | [ 29 ] |
| 20 novembre 1995  | 17 aprile 2000    | Maurizio Romanazzo        | lista civica         | Sindaco | [ 29 ] |
| 17 aprile 2000    | 5 aprile 2005     | Nicola Franco             | lista civica         | Sindaco | [ 29 ] |
| 5 aprile 2005     | 30 marzo 2010     | Francesco Saverio Marangi | centro               | Sindaco | [ 29 ] |
| 30 marzo 2010     | 31 maggio 2015    | Vito Antonio Punzi        | lista civica         | Sindaco | [ 29 ] |
| 31 maggio 2015    | 22 settembre 2020 | Vito Antonio Punzi        | lista civica Insieme | Sindaco | [ 29 ] |
| 22 settembre 2020 | in carica         | Ignazio Punzi             | lista civica Insieme | Sindaco | [ 29 ] |

## Sport

### Calcio
In passato la Società Valentino Mazzola era la principale società calcistica della città. Essa militava nel campionato di Iª categoria sfiorando svariate volte la promozione in categoria superiori. La stessa nacque nel 1959 con la II categoria e Scioltasi nel 1974. Giocava le partite interne su un rettangolo di gioco realizzato dai dirigenti, sportivi in collaborazione con il comune, su un'area precedentemente utilizzata come ERA per la frantumazione delle spighe di grano, prima con il metodo manuale dopo con il mulo o asino, e infine meccanico con le trebbiatrice. Negli anni '80 è stato costruito un nuovo campo e/c la zona PIP, utilizzato da nuove società Juventina, Polisportiva, Montemesola sport, ecc. ecc.
Montemesola ospita le partite interne del Real Statte, la principale società calcistica femminile di calcio a 5 della provincia e una fra le più titolate della nazione, presso il PalaCurtivecchi da 300 posti circa.

### Rugby
Il campo comunale di Montemesola è utilizzato, da diversi anni, dalla società di rugby Amatori Rugby Taranto come terreno di gioco per la prima squadra e le sue giovanili, in attesa di una sistemazione nel capoluogo.